# 切里瓦利 (伊利諾伊州)
切里瓦利（英語：Cherry Valley）是位於美國伊利諾伊州布恩縣的一個村落。

## 地理
切里瓦利的座標為42°14′10″N 88°56′56″W / 42.23611°N 88.94889°W，而該地最高點為海拔高度219米（即718英尺）。

## 人口
根據2010年美國人口普查的數據，切里瓦利的面積為22.40平方千米，當中陸地面積為21.70平方千米，而水域面積為0.70平方千米。當地共有人口3162人，而人口密度為每平方千米141人。